# (14724) SNO
(14724) SNO est un astéroïde de la ceinture principale.

## Description
(14724) SNO est un astéroïde de la ceinture principale. Il fut découvert le 10 février 2000 à Kitt Peak par le projet Spacewatch. Il présente une orbite caractérisée par un demi-grand axe de 2,92 UA, une excentricité de 0,07 et une inclinaison de 3,1° par rapport à l'écliptique.

## Nom
(14724) SNO a été nommé d'après l'Observatoire de neutrinos de Sudbury.

## Compléments